# 塔茲利納 (阿拉斯加州)
塔茲利納（英語：Tazlina）是位於美國阿拉斯加州瓦爾迪茲-科爾多瓦人口普查區的一個人口普查指定地區。根據2010年美國人口普查，該地共人口297人，而該地的面積約為19.40平方千米。

## 地理
塔茲利納的座標為62°02′57″N 145°24′55″W / 62.04917°N 145.41528°W，而該地的平均海拔高度為737米（即2418英尺）。